# Frohen-le-Grand
Pour les articles homonymes, voir Frohen.
Frohen-le-Grand est une ancienne commune française, située dans le département de la Somme et la région Hauts-de-France.

## Géographie
Le village de Frohen-le-Grand se trouve par longitude 02° 12' 23" Est et par latitude 50° 12' 13" Nord, situé sur l'Authie. Avant la fusion, sa superficie était de 5,37 km². L'altitude varie de 36 m à 120 m, avec une altitude moyenne de 41 m.

## Toponymie
Le nom de la localité est attesté sous les formes Frohens en 1230 ; Forchens en 1269 ; Forhem ; Frohem ; Forshem ; Froens en 1283 ; Frohens en 1230 ; Frohens-sur-Aulthie ; Fronheins au XVe siècle ; Frohen en 1392 ; Frohens-le-Grand en 1561 ; Frochain en 1638 ; Frohan en 1710 ; Frauen en 1710 ; Frohen-le-Grand en 1733 ; Frohent en 1844.
Cette dénomination signifierait la « maison de Fursey ». Le domaine de Forsei-Hamus, forme latinisée de Frohen, est offert à saint Fursy par le Duc Aymon au VIIe siècle.

## Histoire
La seigneurie de Frohen le Grand a appartenu aux familles d'Auxy, de Bruges La Gruthuse, de Luxembourg, d'Egmont, de Créquy (à partir de la fin du XVIe siècle), puis Perrot de Fercourt.
Depuis le 1er janvier 2007, Frohen-le-Grand et Frohen-le-Petit ont fusionné dans la nouvelle commune de Frohen-sur-Authie.

## Administration
| Période        | Période        | Identité                        | Étiquette | Qualité                                                                                        |
| -------------- | -------------- | ------------------------------- | --------- | ---------------------------------------------------------------------------------------------- |
| février 1790   | ?              | Louis Duval                     |           | Cultivateur                                                                                    |
| novembre 1795  | avril 1797     | Jean Bourgeois                  |           |                                                                                                |
| mai 1797       | juin 1800      | Jean Delaire                    |           |                                                                                                |
| juin 1800      | décembre 1814  | Jean Montaigu                   |           | Notaire Commissaire du directoire exécutif du canton de Frohen-le-Grand (1795)                 |
| janvier 1815   | août 1815      | Louis Duval                     |           | Cultivateur Adjoint au maire Maire par intérim                                                 |
| août 1815      | septembre 1830 | François Perrot Fercourt Créquy |           | Comte Conseiller d'arrondissement (1825→1830)                                                  |
| novembre 1830  | décembre 1831  | Louis Duval de Fercourt         |           | Ménager Conseiller municipal (1817→1830) Conseiller d'arrondissement de Doullens (1832→1833)   |
| janvier 1832   | juillet 1837   | Louis Démal                     |           | Notaire Conseiller municipal (1817→1830) Conseiller d'arrondissement de Doullens (1832→1833)   |
| juillet 1837   | août 1839      | Antoine Bourgeois               |           | Ménager Mort en fonction                                                                       |
| août 1939      | août 1840      | Louis Duval                     |           | Ménager Conseiller municipal (1837 → 1840) Maire par intérim                                   |
| septembre 1840 | décembre 1852  | Jean-Baptiste Grugeon           |           | Cultivateur                                                                                    |
| janvier 1853   | octobre 1855   | Prime Beaurain                  |           | Notaire Conseiller d'arrondissement de Doullens (1855) Mort en fonction                        |
| octobre 1855   | septembre 1870 | Édouard du Passage              |           | Comte                                                                                          |
| septembre 1870 | mai 1871       | Émile Grugeon                   |           | Cultivateur Conseiller municipal (1884)                                                        |
| mai 1871       | mai 1872       | Édouard du Passage              |           | Comte Mort en fonction                                                                         |
| juillet 1872   | janvier 1878   | Arthur du Passage               |           | Sculpteur, illustrateur Conseiller municipal (1878→1909)                                       |
| janvier 1878   | mai 1884       | Eugène Devaux                   |           | Cultivateur                                                                                    |
| mai 1884       | mai 1893       | Alfred Beaurain                 |           | Clerc Démissionnaire                                                                           |
| mai 1893       | décembre 1919  | Eugène Devaux                   |           | Cultivateur                                                                                    |
| décembre 1919  | mai 1940       | Marc Devaux                     |           | Cultivateur                                                                                    |
| mai 1940       | mai 1941       | Edmond Candas                   |           | Maire par intérim durant l'évacuation                                                          |
| mai 1941       | juillet 1942   | Marc Devaux                     |           | Cultivateur Mort en fonction                                                                   |
| juillet 1942   | décembre 1944  | Humbert du Passage              |           | Maire par intérim (1942) puis délégué faisant office de maire Conseiller municipal (1935→1942) |
| 1945           | 1947           | Edmond Candas                   | Rad.      | Cultivateur                                                                                    |
| 1947           | 1974           | Marie Duflos                    |           |                                                                                                |
| 1974           | 1995           | Marcel Bayard                   |           |                                                                                                |
| 1995           | 2001           | Jean-Pierre Devillers           |           |                                                                                                |
| 2001           |                | Jean-Paul Fournier              |           |                                                                                                |
| mars 2001      | décembre 2006  | Jean-Pierre Devillers           |           |                                                                                                |

## Démographie
| 1793 | 1800 | 1806 | 1821 | 1831 | 1836 | 1841 | 1846 | 1851 |
| ---- | ---- | ---- | ---- | ---- | ---- | ---- | ---- | ---- |
| 305  | 350  | 375  | 391  | 408  | 400  | 432  | 445  | 455  |

| 1856 | 1861 | 1866 | 1872 | 1876 | 1881 | 1886 | 1891 | 1896 |
| ---- | ---- | ---- | ---- | ---- | ---- | ---- | ---- | ---- |
| 426  | 430  | 401  | 368  | 396  | 351  | 322  | 294  | 297  |

| 1901 | 1906 | 1911 | 1921 | 1926 | 1931 | 1936 | 1946 | 1954 |
| ---- | ---- | ---- | ---- | ---- | ---- | ---- | ---- | ---- |
| 287  | 283  | 279  | 271  | 235  | 230  | 220  | 217  | 195  |

| 1962 | 1968 | 1975 | 1982 | 1990 | 1999 | 2006 | - | - |
| ---- | ---- | ---- | ---- | ---- | ---- | ---- | - | - |
| 198  | 212  | 204  | 179  | 171  | 174  | 182  | - | - |

## Lieux et monuments
- Chapelle Saint-Furcy (Frohen-le-Grand).
- Église Saint-Furcy (Frohen-le-Grand).
- Château de Frohen-le-Grand, construit en pierre au XVIIIe siècle. L'aile ouest a été détruite par un bombardement en 1944.